# Jorge Zulberti
Jorge Zulberti (Tandil, Buenos Aires, Argentina, 21 de diciembre de 1965) es un jugador de baloncesto argentino que se desempeñó como base en varios clubes de Argentina, siendo que logró consagrarse campeón en Sportivo Independiente en la Liga Nacional de Básquet 1994-95 de Argentina.

## Trayectoria
Es uno de los jugadores que jugó en más equipos diferentes en la máxima categoría del baloncesto argentino, siendo el cuarto, posición que comparte con jugadores como Hernando Salles, Luis Oroño, Hernán Montenegro, Román González, Claudio Farabello, Leonardo Diebold, Claudio Chiappero, Horacio Beigier y Darío Arenas, aunque de todos ellos es el que menos temporadas disputó.

### Clubes
| Club                           | País      | Año       |
| ------------------------------ | --------- | --------- |
| Club Atlético Pacífico         | Argentina | 1986      |
| Gimnasia y Esgrima de La Plata | Argentina | 1987-1988 |
| Boca Juniors                   | Argentina | 1989-1991 |
| GEPU                           | Argentina | 1991-1992 |
| Peñarol                        | Argentina | 1992-1993 |
| Sportivo Independiente         | Argentina | 1993-1995 |
| Ferro                          | Argentina | 1995-1996 |
| Olimpia Basketball Club        | Argentina | 1996-1997 |
| Andino Sport Club              | Argentina | 1997-1998 |
| Sportivo Independiente         | Argentina | 1998-1999 |
| Newell's Old Boys              | Argentina | 1998-1999 |

## Palmarés
El 13 de diciembre de 2009 fue distinguido embajador del baloncesto tandilense por la ciudad de Tandil.
| Club                   | País      | Año                              | Título     |
| ---------------------- | --------- | -------------------------------- | ---------- |
| GEPU                   | Argentina | Liga Nacional de Básquet 1991-92 | Subcampeón |
| Sportivo Independiente | Argentina | Liga Nacional de Básquet 1993-94 | Subcampeón |
| Sportivo Independiente | Argentina | Liga Nacional de Básquet 1994-95 | Campeón    |
| Sportivo Independiente | Argentina | Liga Nacional de Básquet 1998-99 | Subcampeón |